# Casa Pérez Samanillo
La Casa Pérez Samanillo és un edifici situat al xamfrà de l'Avinguda Diagonal i el carrer de Balmes de Barcelona, catalogat com a bé cultural d'interès local. Actualment, és la seu del Círculo Ecuestre.

## Història
Va ser encarregat el 1910 per Luis Pérez Samanillo, un pròsper home de negocis espanyol resident a les Filipines, germà del darrer alcalde de Manila, abans de traslladar-se a Barcelona fugint de la guerra de colonial del 1898, a l'arquitecte Joan Josep Hervàs i Arizmendi. El 1911, guanyà el concurs anual d'edificis artístics convocat per l'Ajuntament de Barcelona.
A principis de la Guerra Civil, la façana principal va perdre el relleu esculpit, obra de Manuel Fuxà, que representava el Sagrat Cor de Jesús sobre el medalló que corona la façana, destrossat a cops de martell per grups anarquistes. El 1948 va ser reformat per Raimon Duran i Reynals, i s'hi construí un cos adossat amb planta baixa i terrat, actualment modificat. El 12 de juny del 1950 hi obrí el Círculo Ecuestre.
Finalment, el 1993 els arquitectes Robert i Esteve Terradas van realitzar la darrera de les reformes.

## Descripció
Originalment, l'accés principal era a través d'una escalinata des del jardí lateral a la Diagonal, però aquest i un cos annex a manera de torre i cobert amb una volta de quatre vessants, foren enderrocats cap als anys 1940-1950, quan es va construir l'edifici d'habitatges contigu del núm. 506.  Actualment es conserven tres panys de façana, el del carrer de Balmes, el del xamfrà (emmarcat per dos elements torrejats), i el de l'avinguda Diagonal. Té cinc plantes (tot i que només són visibles quatre) i es cobreix amb una coberta en vessants a excepció de les torres del xamfrà que es cobreixen amb una cuculla circular amb llucanes amb escata ceràmica vista.
Les façanes estan plantejades de manera eclèctica i afrancesada, sense excloure, però, elements d'inspiració modernista, com el gran finestral ovalat del menjador, obert sobre la Diagonal. Un dels trets més singulars és el gran finestral ovalat del menjador, batejat per l'escriptor Ignasi Agustí com la «peixera de la ciutat». El mobiliari interior és obra de Joan Esteva i el gran vitrall de l'escala es va realitzar a l'obrador dels germans francesos Mauméjean.
L'edifici s'assenta sobre d'un sòcol de carreus de pedra on s'obren les finestres del semi-soterrani. Damunt del sòcol es desenvolupa el primer nivell de pis, a una cota superior a la que hauria de ser la planta baixa. En aquest nivell es combinen obertures simples amb d'altres coronelles amb columnes corínties estriades i una singular llinda corba decorada amb un guardapols motllurat. Destaquen les galeries del primer pis amb estructures en voladís tancades amb altes amb balcó i barana de pedra. El tercer pis s'obre al carrer a cadascuna de les tres façanes amb una galeria correguda amb arcs de mig punt que reposen a sobre de columnetes. L'edifici es remata amb una cornisa que a la zona del xamfrà queda interrompuda per la presència de l'emblema del Círculo Ecuestre amb un cap de cavall esculpit i la data 1856.
L'accés es realitza pel carrer de Balmes. Disposa d'un soterrani destinat a serveis interns de l'associació i un semi A la planta baixa es troba el vestíbul amb la recepció del club i des del qual, a través d'una escala emmarcada per sengles columnes corínties de marbre, s'accedeix a les estances de la primera planta. En aquesta planta hi ha un gran vestíbul ovalat (antic saló de la casa), al qual s'obren diverses habitacions destinades actualment a biblioteca, arxiu i sala de lectura i que conserven la fusteria original amb portes de fusta de gran alçada amb llinda esculpida. Destaca també el mobiliari conservat, obra de Joan Esteva: taules, cadires i molt especialment les biblioteques de fusta tallada localitzades a dos d'aquests espais. Un dels àmbits més emblemàtics d'aquest pis és el gran saló conegut com a Saló dels Reis o «la peixera» precisament per la finestra oval que s'obre a l'avinguda Diagonal, amb un gran entaulament que se sosté gràcies a dos grups de columnes de fust estriat i capitell i basa vegetal. Aquesta sala presenta un sostre de fusta amb motius vegetals en relleu, daurats i una escena central pintada de gust neoclassicista. Pel que fa als sostres de l'edifici, tots són diferents, tant per la tipologia com pels materials i l'estil en què es van projectar, tot combinant l'estètica oriental i mossàrab amb altres de tendència neoclassicista amb motllurats i daurats. Destaca especialment un d'estètica japonesa que representa al camp central el mont Fuji, i als plafons laterals animals, plantes i petites escenes paisatgístiques; també un d'estil arabesc amb motius geomètrics entrellaçats. En el vestíbul de la planta primera es localitza una magnífica escala monumental de marbre i barana de pedra amb traceria vegetal calada que condueix cap a la planta noble. En aquest planta, l'escala aboca a un gran rebedor que, a manera de mirador, comunica amb la caixa de l'escala i el gran finestral que s'hi obre, sortida de l'obrador dels germans francesos Maumejean. Al rebedor s'hi troba una xemeneia i nombrós mobiliari, configurant-se com un altre saló. Entre les diferents estances, destaquen salons com el dels Jocs, o el Saló de Ball -amb plafons i miralls emmarcats amb motllures daurades a les parets i, el Saló de les Nimfes (actual Sala de Juntes), on s'hi localitza una xemeneia de marbre esculpida coronada per un el gran mirall. Al tercer pis es troben les golfes i la sala de reunions.
S'ha d'assenyalar la decoració de les parets amb sanefes i aplics motllurats -daurats en alguns casos- així com els llums i els paviments de mosaic i de marqueteria.

## Galeria d'imatges

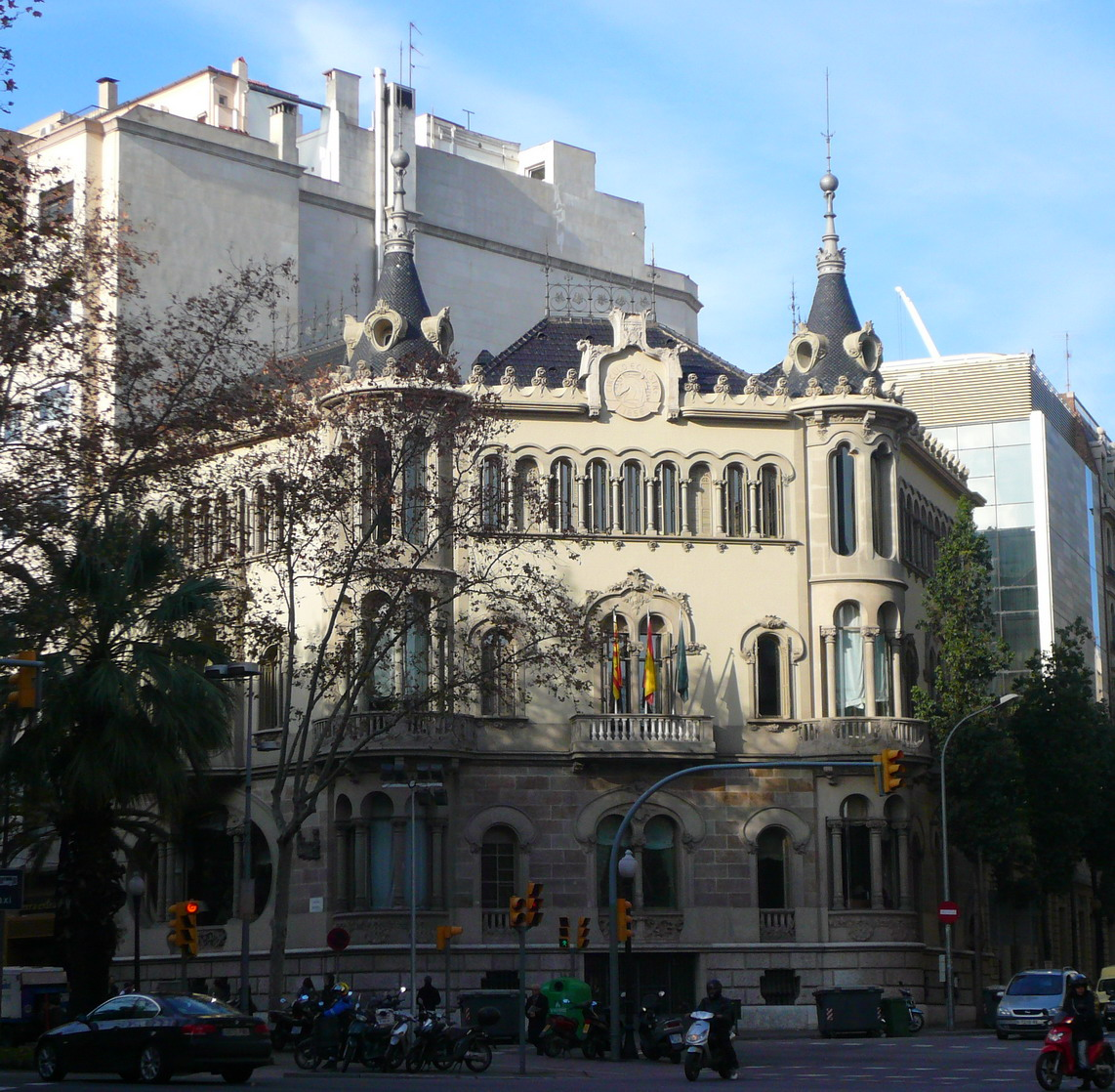
Façana exterior
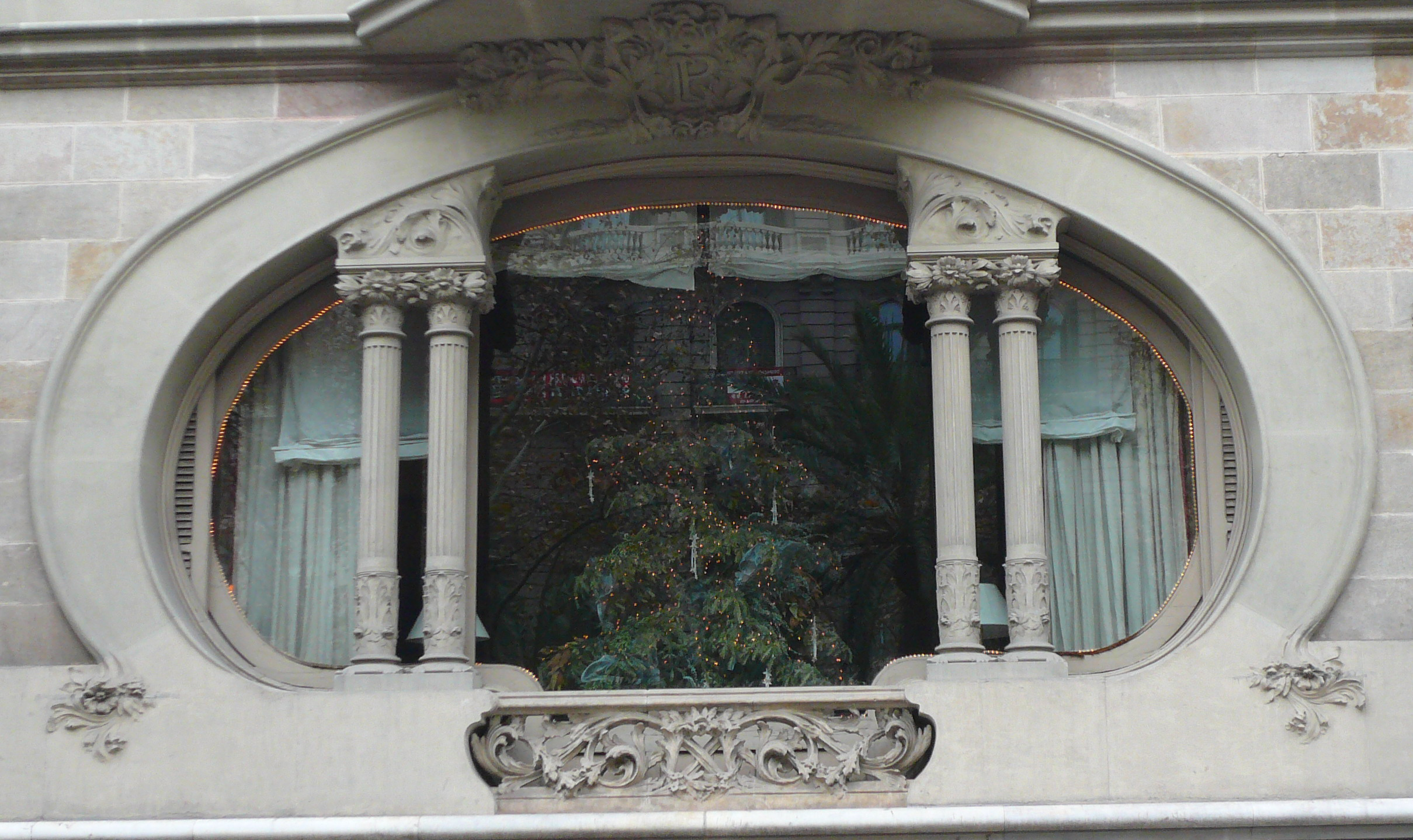
Finestra
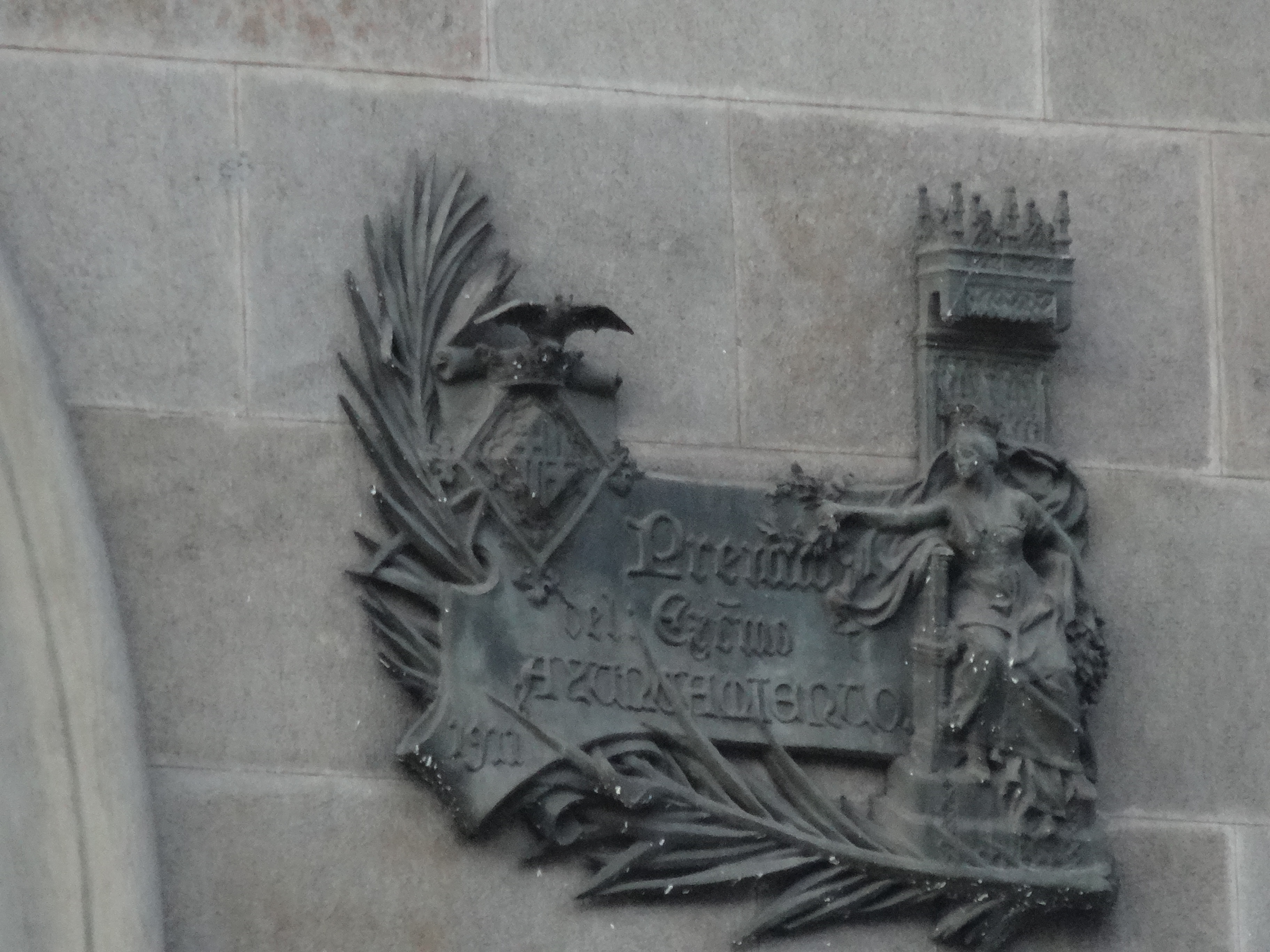
Placa de Bonaventura Bassegoda atorgant el Premi de l'Ajuntament.